# PowerBook G4
A PowerBook G4 notebook számítógépeket az Apple Computer gyártotta, forgalmazta és értékesítette 2001 és 2006 között, a PowerBook számítógép-sorozat részeként. A PowerBook G4 az AIM (Apple/IBM/Motorola) fejlesztési szövetség által tervezett RISC-alapú PowerPC G4 processzoron fut, amit eredetileg a Motorola, utóbb a Motorolából kivált Freescale fejlesztette és gyártotta. A PowerBook G4 generáció két rész sorozatra bontódott. Az első sorozat – 2001–2003 – jellemzője az áttetsző fekete billentyűzet, 15 hüvelykes képernyő és a titán ház volt, ez utóbbi okán nem hivatalosan Titaniumnak hívják ezeket a PowerBook G4-es gépeket. A második sorozat – 2003–2006 – alumínium házú, alumínium színű billentyűzetű, 12–15–17 hüvelykes kijelzőjű volt, ezeket a PowerBookokat szokás Alumínium (G4 Alu) néven említeni.
A PowerBook G4 lett a PowerBook sorozat utolsó generációja, amelyet 2006 első felében az Intel-alapú MacBook Pro sorozat váltott fel. A macOS utolsó verziója, amely bármelyik PowerBook G4-en futott, a 2007-ben kiadott Mac OS X Leopard volt.

## Titanium

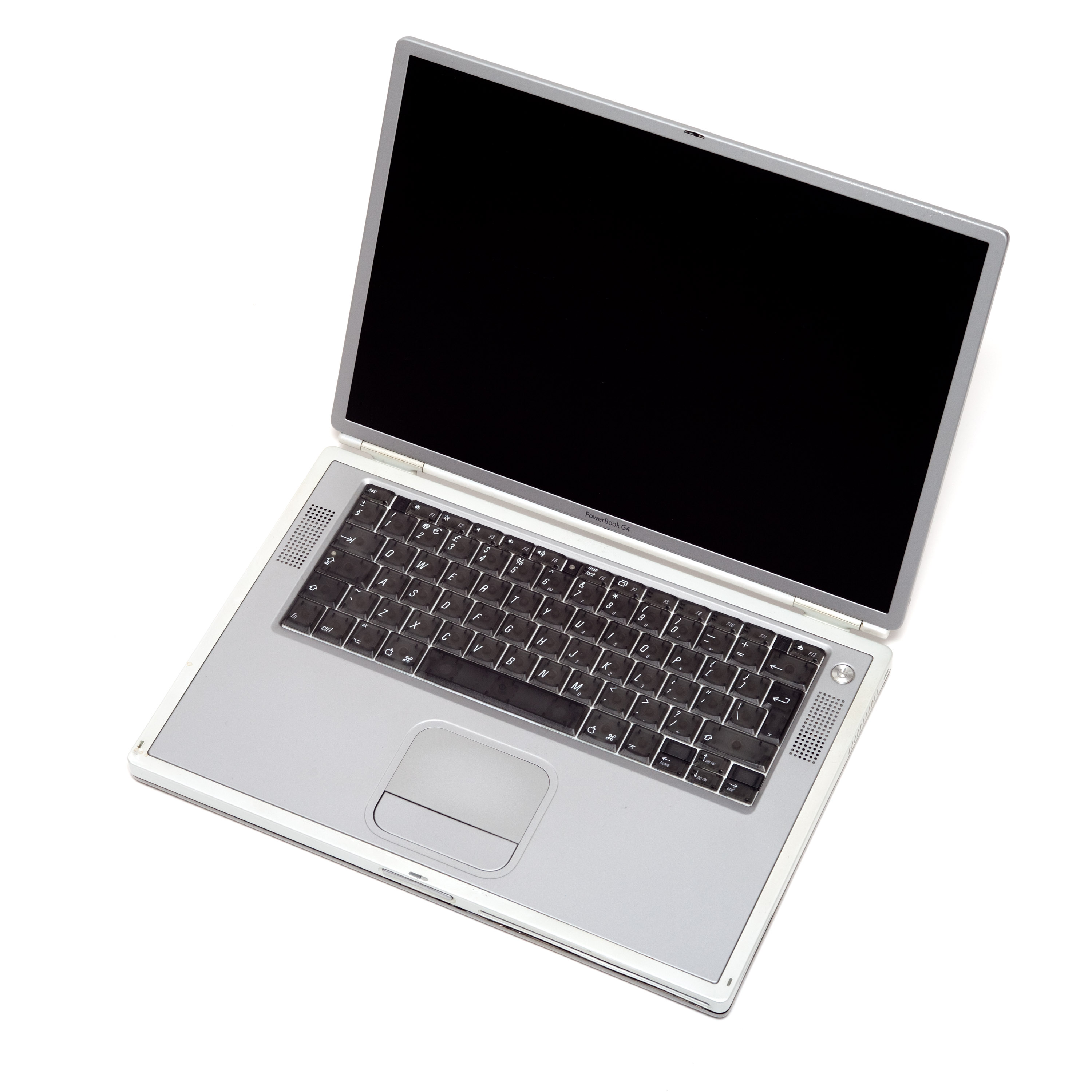
PowerBook G4 – az 1GHz-es Titánium. A Titánium és Alu sorozat között a legkönnyebben észrevehető különbség a billentyűzet színe

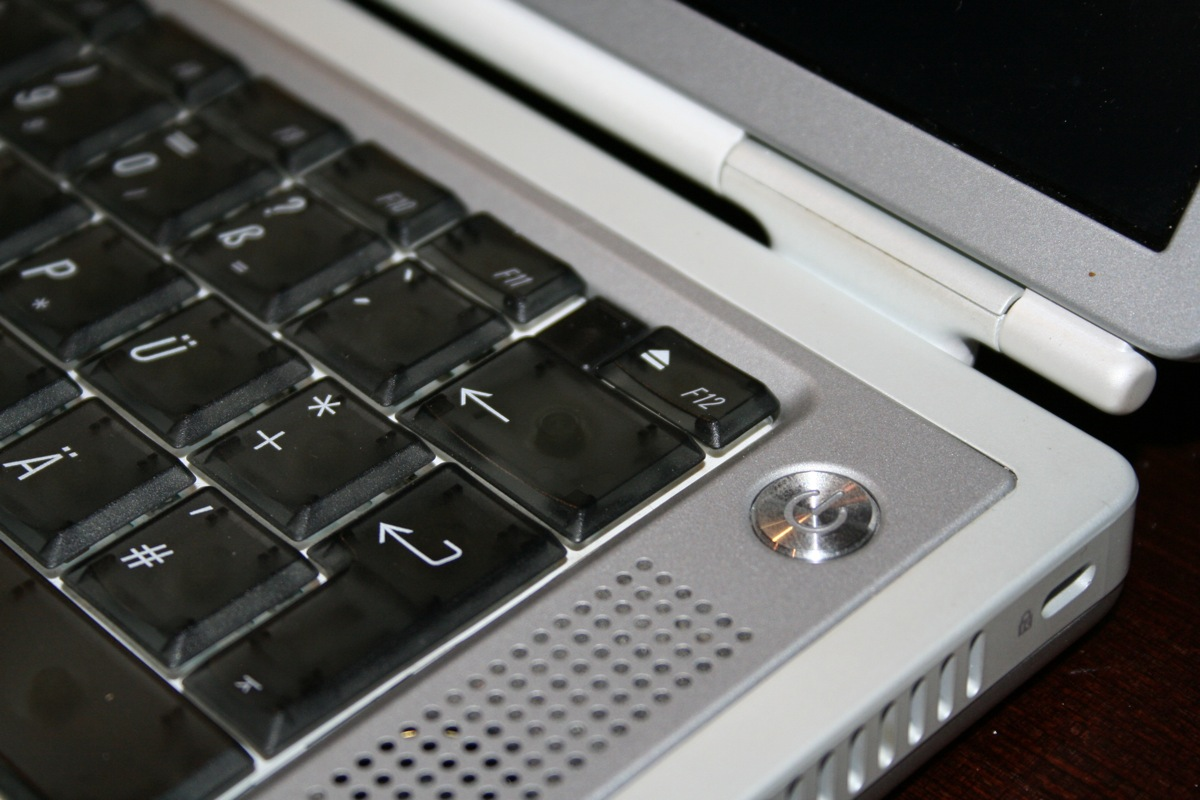
PowerBook G4. A hangszóró felett a bekapcsoló gomb

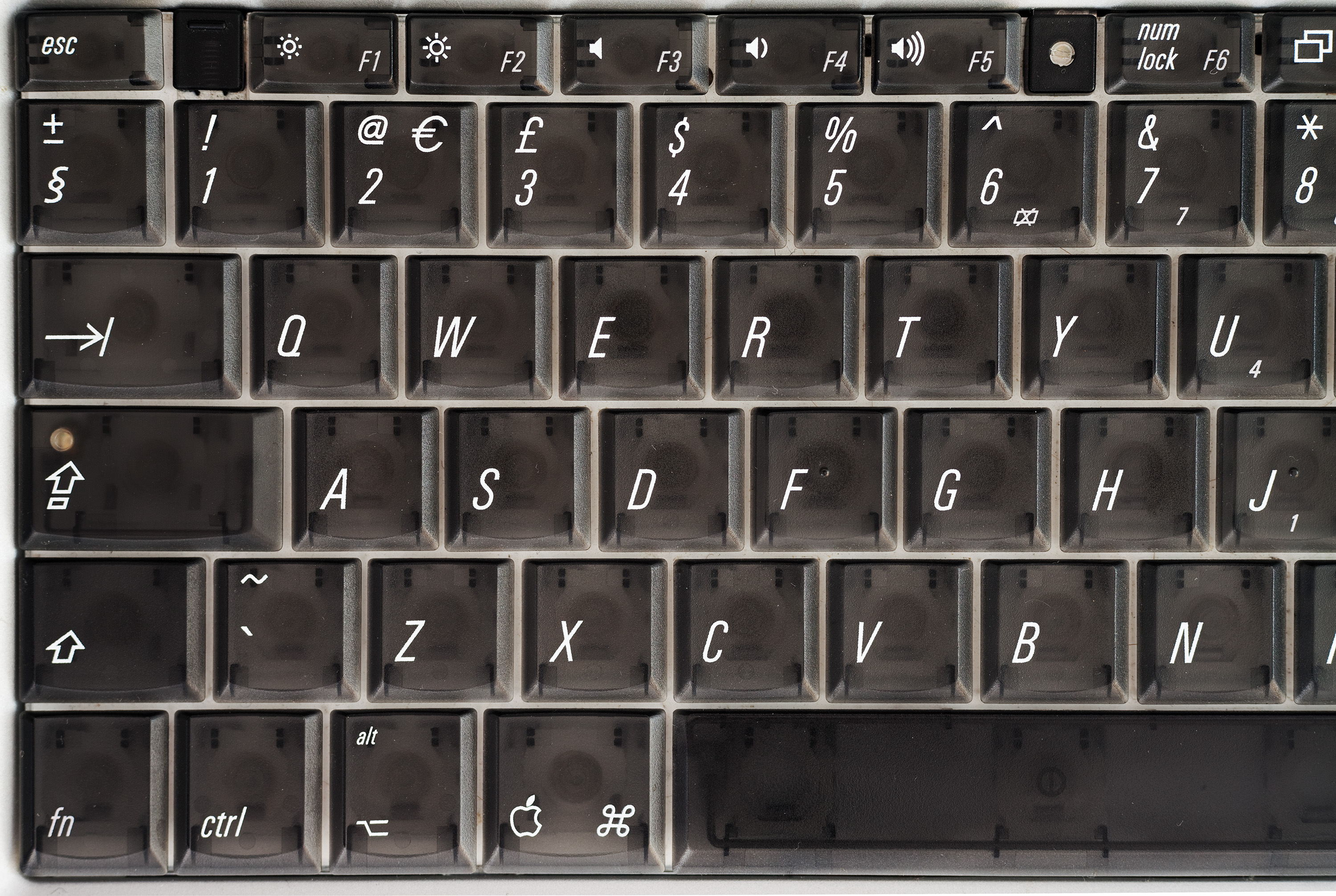
PowerBook G4 billentyűzet bal oldala. Érdekesség: a szóköz melletti Command billentyűn még ott az Apple-logo. Aki ilyen billentyűzetet használt, az a másolást nem Command+C, hanem Alma+C-ként említette. Az Apple későbbi billentyűzetéről épp ezért tűnt el az Apple logó, brand rontó volt említett használata

A első PowerBook G4-t 2001. január 9-én Steve Jobs a MacWorld Expo mutatta be. A PowerPC G4 processzor 400 vagy 500 MHz-en dolgozott, a gép egy egy hüvelyk (25,4 mm) magas titán borítású házba került. 18 mm-rel alacsonyabb volt elődjénél, a PowerBook G3-nál. A G4 volt az egyik első laptop, amely 3:2 arányú kijelző felbontást kínált. A billentyűzet alatt, a felhasználó felől tölthető optikai meghajtóval is rendelkezett. A titánium G4 1 GHz-es verziója volt az utolsó és leggyorsabb PowerBook, amelyen natívan futott a Mac OS 9.2.2.
A PowerBook G4 eredeti dizájnját Jory Bell, Nick Merz és Danny Delulis Apple hardvertervezők alakították ki. Az új gép élesen eltért az azt megelőző fekete műanyag, görbe vonalú PowerBook G3 modellektől. Az Apple logó irányát a számítógép fedelén úgy változtatták meg, hogy amikor a számítógépet használják, a logó a talpán álljon a kívülállók számára,  – korábban a logó a lecsukott gépen a felhasználó felé állt helyesen, de a gépet kinyitva fejjel-lefelé pozícióba került. Az Apple ipari tervezőcsapata Jonathan Ive brit tervező vezetésével a minimalista esztétika köré tömörült – a titánium G4 formanyelve alapozta meg az alumínium PowerBook G4, a MacBook Pro, a Power Macintosh G5, a lapos képernyős iMac, az Xserve és a Mac mini.
A Macworld dicsérte a PowerBook súlyát, szélesebb képernyőjét és a Velocity Engine-t, de bírálta a merevlemez cseréjének nehézségét. Egy akkumulátorteszt során megállapította, hogy az Apple által állított öt órás akkumulátor-üzemidőt csak sötét képernyő és 300 MHz-re csökkentett processzor mellett lehet elérni, de a normál használat melletti, valamivel több mint három órás akkumulátor-élettartamot „nagyon tiszteletre méltónak” minősítette. A PC World  dicsérte a dizájnt, a képernyőt és a teljesítményt, de kritizálta a grafikát, a DVD sebességét, az akkumulátor élettartamát és az árát.
Több minőségi gond volt a titán PowerBookokkal. A kijelző zsanérjai arról híresültek el, hogy normál használat közben eltörtek. A 667 MHz-es és 800 MHz-es PowerBook G4 DVI bemutatásakor az Apple kissé megváltoztatta a csuklópánt kialakítását, hogy megerősítse azt. Ezen túlmenően a külső előlapon a festék elszíneződése, buborékosodása vagy lehámlása fordult elő, különösen azon a területen, ahol a tenyér pihent a görgetőpad használata közben, illetve a zsanérok hátulsó részén, ahol a festék gyakran lekopott a gép hátuljáról. Ezek a hibák az első PowerBook G4-esekre voltak jellemzők. A videokábelt a bal oldali zsanér körül vezették el, erős igénybevétel esetén a kábel meggyengült. Sok tulajdonos számolt be megjelenítési problémákról, például véletlenszerű vonalakról.
Az első PowerBook G4-t 2001. októberében váltotta a PowerBook G4 (Gigabit Ethernet) – a gépnévhez tartozó zárójelben az Apple az adott gép legfontosabb újdonságát hangsúlyozta ki. Ezt követte 2002. áprilisában a már említett PowerBook G4 (DVI), amelyet novemberben váltotta le a PowerBook G4 (1 GHz/867 MHz). Ezzel véget is ért a Titánium gépek sora.

## Alumínium

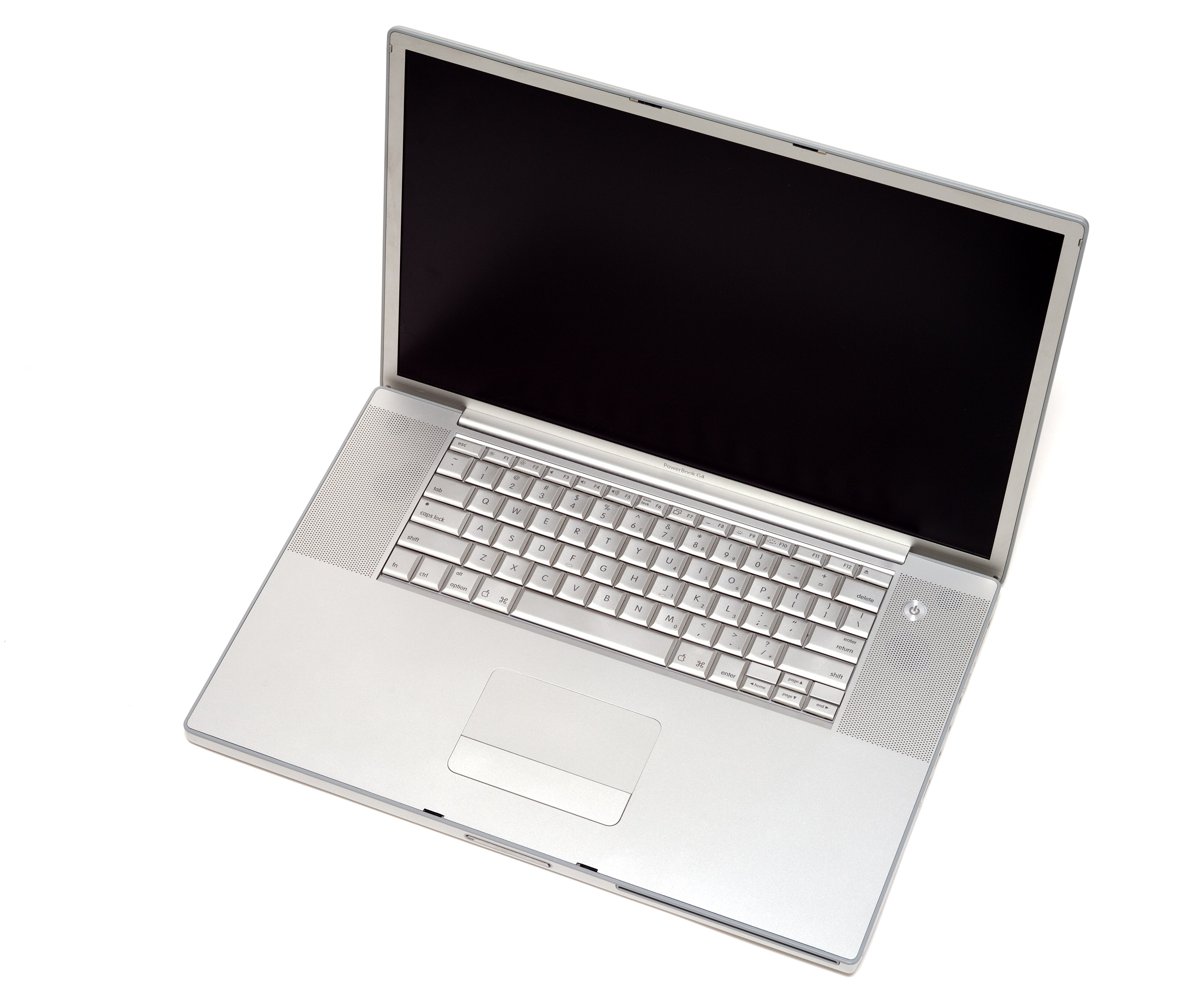
Powerbook G4 17" 1,67GHz. A Titánium és Alu sorozat között a legkönnyebben észrevehető különbség a billentyűzet színe

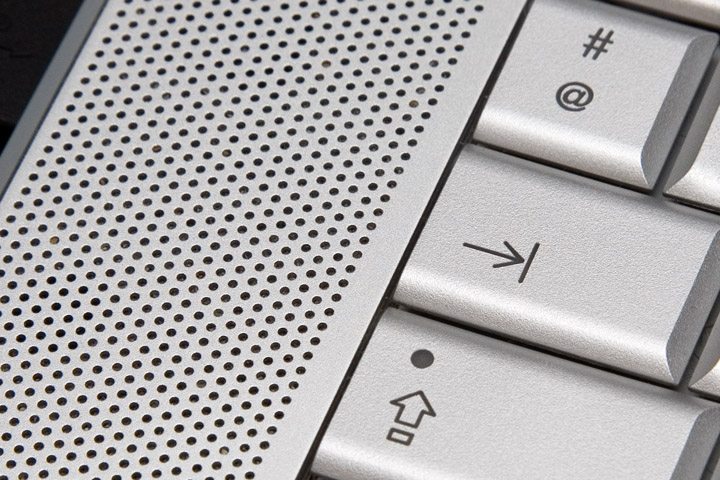
Billentyűzet közelről

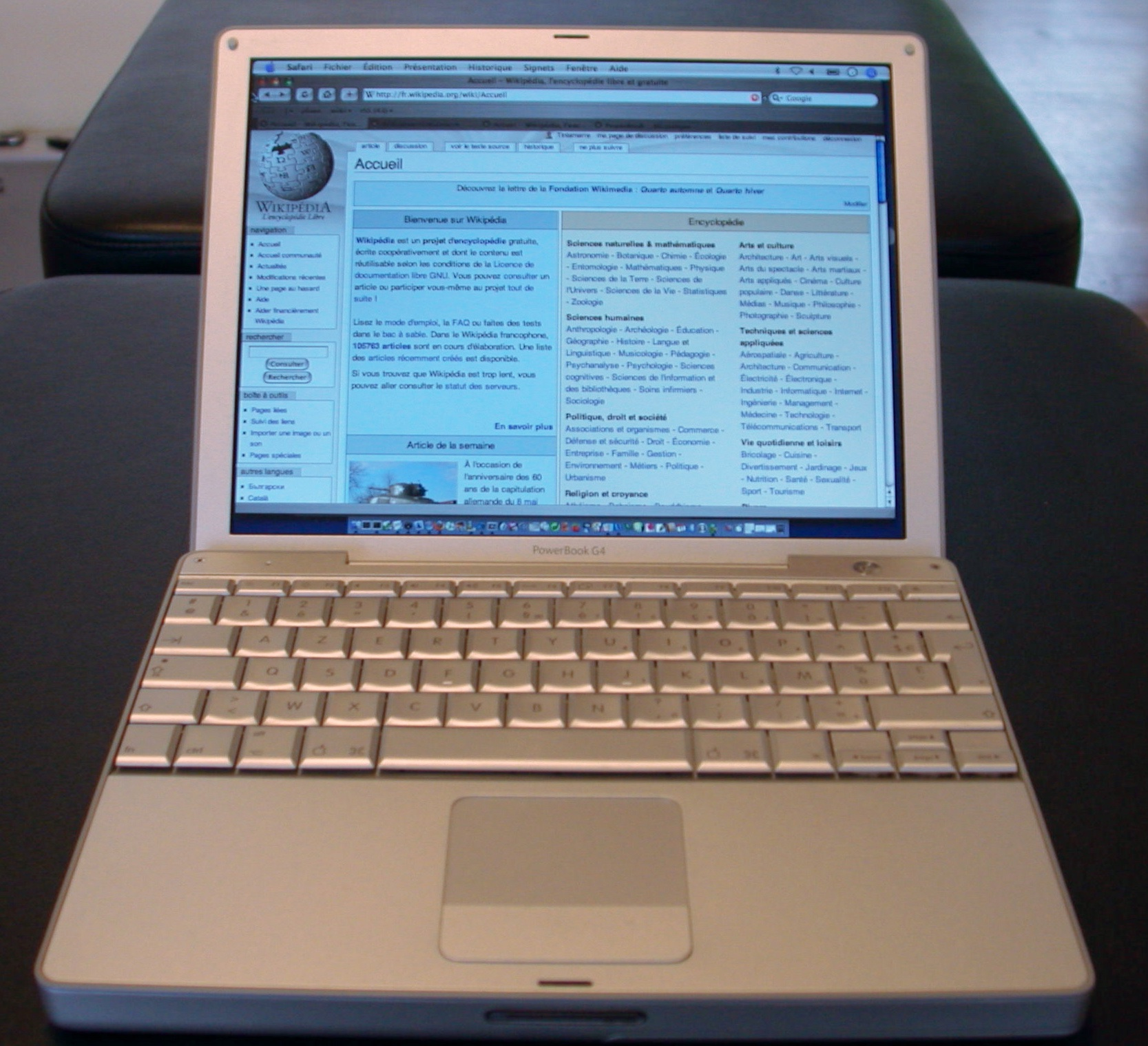
12 inches PowerBook G4 (1,33 GHz). A kijelzőn az Apple fejlesztette és a gépre előre telepített Safari (webböngésző) alkalmazásban a francia Wikipédia nyitó oldala látható. A kép 2005-ben készült

2003-ban az Apple bemutatta a PowerBook G4 új sorozatát 12 és 17 hüvelykes képernyővel és alumínium házzal. Az új notebookok nemcsak a PowerBook G4-t termékcsalád új dizájnját hoztak létre, hanem meghatározták az Apple hordozható gép tervezési szabályait is a következő öt évre, egészen 2008. januárjáig, amikor megjelent a MacBook Air, majd októberben a MacBook és a MacBook Pro. A 15" Titanium modell 2003. szeptember 16-ig volt elérhető, csak akkor váltotta fel az alumínium modell. A 12"-es modell örvendetes visszatérést hozott az Apple subnotebook konfigurációjához, amely a PowerBook 2400 megszűnése óta feltűnően hiányzott a termékcsaládból. Míg a titán PowerBook G4-ek képesek voltak Mac OS 9 vagy Mac OS X operációs rendszerekkel is elindulni, az alumínium PowerBook G4-ek csak Mac OS X-t tudtak futtatni.
Az alumínium PowerBook G4-t Jonathan Ive, az Apple ipari formatervezésért felelős alelnöke vezette csapat alkotta meg, az Alumínium PowerBook jelentősen különbözött Titánium elődjétől. A legnyilvánvalóbb változás az volt, hogy titán helyett alumíniumot használtak a ház gyártásához. Az eredetileg fekete billentyűzetet a ház színéhez igazították. Ezenkívül az alumínium billentyűzet háttérvilágítást kapott az összes 17 hüvelykes és néhány 15 hüvelykes modellen. Így a PowerBook G4 volt az első billentyűzet belső háttér-világítású notebook. 2003-as debütáláskor a PowerBook G4 a piac egyik legkívánatosabb notebookja lett. Az Apple professzionális laptopjainak külső megjelenése továbbra is hasonló maradt az alumínium PowerBook G4-hez egészen addig, amíg az Apple 2008. október 14-én be nem jelentette az Unibody Macbook Pro-t.
A CNET munkatársa a 17 hüvelykes PowerBookot „notebookok rocksztárjának“ nevezte, dicsérve a dizájnt, a képernyőt, a mellékelt szoftvercsomagot (amely tartalmazta az iLife-ot, a QuickBooks-t, az OmniOutlinert és az OmniGraffle-t) és a háttér-világítású billentyűzetet, bár azt írta, hogy szükséges, hogy a szoba elég sötét legyen, és nincs lehetőség az érzékenység növelésére. A benchmarkok során azt találta, hogy a 12, 15 és 17 hüvelykes modellek körülbelül ugyanolyan „elfogadható“ akkumulátor-élettartammal rendelkeznek, és a PowerBookok teljesítménye hasonló a 17 hüvelykes iMac asztali számítógépéhez.
A magyar nyelven megjelent Almalap Macazin szerint a kis PowerBook jó néhány tulajdonságában hasonló az iBookhoz, kompakt, AirPort kapcsolatra alkalmas, a csatlakozók helye a bal oldalon van, és nem a gép hátán, de legfontosabb a G4-es processzor alapúsága. És ráadásnak ott van az AirPort Extreme hely és az integrált Bluetooth. Hiányzik a PC kártya helye, az L3 cache és a Gigabit Ethernet (10/100/1000 helyett csak 10/100).
Némelyik 15"-es modellnél az alsó memóriahely meghibásodását tapasztalták – az elérhető 2 GB RAM helyett csak 1 GB volt használható –, a tipikus javítás az alaplap cseréje volt. Az Apple, szokása szerint a hibát ugyan nem ismerte el, de javítási programot indított. A 15" PowerBook másik javítási programja során a kijelző „fehér“ hibáját – a kijelző fehér lett, de a gép működött – korrigálták.
Az 1,5 GHz és 1,67 GHz-es PowerBookok hajlamosak voltak váratlanul készenléti állapotba kerülni. Az elterjedt megnevezés a „Narkolepszia-szindróma“ volt, a jelenség oka a környezeti fény érzékelő és az érzékelő értékét kezelő utasításkészlet hibája volt, illetve a billentyűzet háttérvilágításával és alvó világítással kapcsolatos érzékelés. A billentyűzet háttérvilágítása beállítható volt automatikus bekapcsolásra is. Az 1,67 GHz-es modell kijelzőjének jellegzetes hibája volt, hogy egy képpont szélességű függőleges vonal jelent meg.
2005. május 20-án az Apple visszahívta a 12 hüvelykes iBook G4, valamint a 12 és 15 hüvelykes PowerBook G4 akkumulátorokat túlmelegedést és robbanást okozó rövidzárlat miatt. Az akkumulátorokat az LG Chemical gyártotta Tajvanon és Kínában.
A négy Titánium és tizenhét Alu PowerBook G4 számítógép pontos nevét és részletes technikai adatait a Technikai adatok táblázatban fejezet tartalmazza, az időrendet a PowerBook számítógépek időgrafikon mutatja.

## Miért nem volt PowerBook G5?
Az Apple számos belső kísérletet végzett a PowerPC G5-tel a vállalat következő, professzionális minőségű notebookjaihoz. A G5 azonban, amely a Power Macintosh G5-öt és az iMac G5-öt is hajtotta, túlságosan energiaigényesnek és hőigényesnek bizonyult ahhoz, hogy hordozható gépben használják. Több elemző véleménye szerint ez volt az egyik fő oka, hogy az Apple a PowerPC processzorok helyett Intel processzorokat kezdett el használni gépeiben.
2006. január 10-én az Apple bemutatta a 15"-es MacBook Pro-t, első Intel-alapú notebookját. A MacBook Pro 17"-es verzióját április 24-én tette a cég elérhetővé. Végül május 16-án a 12"-es PowerBook G4 és a iBook G4 gyártása megszűnt, helyükre a 13,3"-es MacBook került, ezzel véget ért PowerBook sorozat. A 12"-es hordozható gépet csak 2015-ben jelentette meg az Apple, ez volt a 12" MacBook.

## Technikai adatok táblázatban
A táblázat nem tartalmazza az összes műszaki paramétert. Az egyes modelleknél a bemutatáskor érvényes adatokat soroljuk fel, a későbbi frissítéseket nem. Az adatok az Apple adatlapjáról származnak, a hiányzó adatok – egyes gépeknél a kivezetés időpontja, az összes kijelző adat, üzemóra adat... – a MacTracker alkalmazásból valók. A táblázat időrendben sorolja fel a PowerBook G4 számítógépeket. A Kijelző oszlopnál látható sorba rendezés jelre (kétfejű nyíl) kattintva a kijelző méretei szerint mutatja a gépeket növekvő, majd csökkenő sorrendben. Ha mindkét nyíl látható, akkor az eredeti, időrendes sorrend látható. A gépek adatait tartalmazó sorok a kijelző mérete alapján színezettek.

| Gép nevekódnevebemutatva kivezetve                                         | Méretmagasság szélesség mélység súly | Processzorprocesszor, órajel L1 és L2 cache                | Tárolásmerevlemezoptikai lemezhajlékonylemez                                                    | Eredeti operációs rendszer      | Memória                                          | Kijelzőméret, felbontásGraf. proc., memória, portvideó kimenet                    | Tápakkumulátorbecsült üzemidő | Csatlakozók, bővíthetőség |
| -------------------------------------------------------------------------- | ------------------------------------ | ---------------------------------------------------------- | ----------------------------------------------------------------------------------------------- | ------------------------------- | ------------------------------------------------ | --------------------------------------------------------------------------------- | ----------------------------- | --- |
| PowerBook G4 (15,2")2001. Jan 9. 2001. Oct 16.                             | 26 mm 341 mm 241 mm 2,4 kg           | PPC7410400 MHz 500 MHzL2: 1MB (2:1)                        | @400 MHz: 10GB @500 MHz: 20GB6x DVD-ROM* SuperDrive, ComboDrive, CD-ROM                         | Mac OS 9.1                      | 128MB (2x64MB) PC100 SDRAM                       | 15,2", matt TFT LCD 1152×7688MB SDRAM ATI Rage Mobility 128 AGP: 2xVGA és S-Video | 50W, 5 óra                    | * 10/100 BASE-T * modem 56k V.90 * két USB 1.1 * FireWire 400 * Type I vagy II* Type II * Audio ki mini-jack                                                        |
| PowerBook G4 (Gigabit Ethernet) (15,2")2001. Oct 16. 2002. Apr 29.         | 26 mm 341 mm 241 mm 2,4 kg           | PPC7450550 MHz 667 MHzL2: 256 KB                           | @550 MHz: 20GB @667 MHz: 30GB6x DVD-ROM                                                         | Mac OS 9.2.1 és Mac OS X 10.1   | 128MB (2x64MB) PC133 SDRAM                       | 15,2", matt TFT LCD 1152×76816MB SDRAM ATI Radeon AGP: 4xVGA és S-Video           | 55,3W, 5 óra                  | * 1000BASE‑T * modem 56k V.90 * két USB 1.1 * FireWire 400 * Type I vagy II * Audio ki mini-jack                                                                    |
| PowerBook G4 (DVI) (15,2")2002. Apr 29. 2002. Nov 6.                       | 26 mm 341 mm 241 mm 2,4 kg           | PPC7455667 MHz L2: 256 KB L3: 1MB800 MHz L2: 256 KB L3:1MB | @667 MHz: 30GB @800 MHz: 40GB8xDVD-R 8xCD-RW 24xCD-R                                            | Mac OS 9.2.2 és Mac OS X 10.1.4 | 256MB (2x128MB) vagy 512MB (2x256MB) PC133 SDRAM | 15,2", matt TFT LCD 1280×85432MB ATI Radeon 7500 AGP: 4xDVI és S-Video            | 55,3W, 5 óra                  | * 1000BASE‑T * modem 56k V.92 * két USB 1.1 * FireWire 400 * Type I vagy II * Audio ki mini-jack                                                                    |
| PowerBook G4 (1 GHz/867 MHz) (15,2")2002. Nov 6. 2003. Sep 16.             | 26 mm 341 mm 241 mm 2,4 kg           | PPC7455867 MHz 1 GHzL2: 256 KB L3:1MB                      | @867 MHz: 40GB @1 GHz: 60GB8x DVD-R 8x CD-RW 24x CD-R vagy 1x DVD-RW 6x DVD-R 8x CD-RW 24x CD-R | Mac OS 9.2.2 és Mac OS X 10.2.1 | 256MB (2x128MB) vagy 512MB (2x256MB) PC133 SDRAM | 15,2", matt TFT LCD 1280×85432MB vagy 64MB ATI Radeon 9000 AGP: 4xDVI és S-Video  | 61W, 5 óra                    | * 1000BASE‑T * modem 56k V.92 * két USB 1.1 * FireWire 400 * Type I vagy II * Audio ki mini-jack                                                                    |
| PowerBook G4 (12-inch) (12,1")2003. Jan 7. 2003. Sep 16.                   | 30 mm 277 mm 219 mm 2,1 kg           | PPC 7455v3.3 @867 MHzL2: 256 KB                            | 40GB Ultra ATA/100 ComboDrive                                                                   | Mac OS X 10.2.3                 | 256MB (2x128MB) 266 MHz PC-2100                  | 12,1", TFT LCD 1024×768NVIDIA GeForce4 Go 420 32MB AGP: 4xMini-VGA                | 47W, 5 óra                    | * 10/100 BASE-T * modem 56k V.92 * Bluetooth 1.1 * két USB 1.1 * FireWire 400 * Audio ki mini-jack                                                                  |
| PowerBook G4 (17-inch) (17")2003. Jan 7. 2003. Sep 16.                     | 26 mm 392 mm 259 mm 3,1 kg           | PPC 7455v3.3 @1 GHzL2: 256 KB L3: 1MB                      | 60GB Ultra ATA/100 SuperDrive                                                                   | Mac OS X 10.2.4                 | 512MB (2x256MB) 333 MHz PC-2700                  | 17", TFT LCD 1440×900NVIDIA GeForce4 Go 440 64MB AGP: 4xDVI                       | 55W, 4,5 óra                  | * AirPort Extreme (802.11b/g) * 1000BASE‑T * modem 56k V.92 * Bluetooth 1.1 * két USB 1.1 * FireWire 800 * Type I vagy II * Audio ki/be mini-jack                   |
| PowerBook G4 (12-inch DVI) (12,1")2003. Sep 16. 2004. Apr 19.              | 30 mm 277 mm 219 mm 2,1 kg           | PPC 7447 @1 GHzL2: 512 KB                                  | 40GB Ultra ATA/100 ComboDrive                                                                   | Mac OS X 10.2.7                 | 256MB (soldered) 266 MHz PC-2100                 | 12,1", TFT LCD 1024×768NVIDIA GeForce FX Go5200 32MB AGP: 4xMini-DVI              | 47W, 5 óra                    | * 10/100 BASE-T * modem 56k V.92 * Bluetooth 1.1 * két USB 2.0 * FireWire 400 * Audio ki/be mini-jack                                                               |
| PowerBook G4 (15-inch FW800) (15,2")2003. Sep 16. 2004. Apr 19.            | 28 mm 348 mm 241 mm 2,5 kg           | PPC 74471 GHz L2: 512 KB1,25 GHz L2: 512 KB                | @1 GHz: 60GB @1,25 GHz: 80GBComboDrive                                                          | Mac OS X 10.2.7                 | 256MB (2x128MB) 333 MHz PC-2700                  | 15,2", TFT LCD 1280×854ATI Radeon 9600 64MB AGP: 4xDVI                            | 46W, 4,5 óra                  | * 1000BASE‑T * modem 56k V.92 * Bluetooth 1.1 * két USB 2.0 * FireWire 800 * Type I vagy II * Audio ki/be mini-jack                                                 |
| PowerBook G4 (17-inch 1.33 GHz) (17")2003. Sep 16. 2004. Apr 19.           | 26 mm 392 mm 259 mm 3,1 kg           | PPC 7447 @1,33 GHzL2: 512 KB                               | 80GB Ultra ATA/100 SuperDrive                                                                   | Mac OS X 10.2.7                 | 512MB (2x256MB) 333 MHz PC-2700                  | 17", TFT LCD 1440×900ATI Radeon 9600 64MB AGP: 4xDVI                              | 58W, 4,5 óra                  | * AirPort Extreme (802.11b/g) * 1000BASE‑T * modem 56k V.92 * Bluetooth 1.1 * két USB 2.0 * FireWire 800 * Type I vagy II * Audio ki/be mini-jack                   |
| PowerBook G4 (12-inch 1.33 GHz) (12,1")2004. Apr 19. 2005. Jan 31.         | 30 mm 277 mm 219 mm 2,1 kg           | PPC 7447A @1,33 GHzL2: 512 KB                              | 60GB Ultra ATA/100 ComboDrive                                                                   | Mac OS X 10.3.3                 | 256MB (soldered) 333 MHz PC-2700                 | 12,1", TFT LCD 1024×768NVIDIA GeForce FX Go5200 64MB AGP: 4xMini-DVI              | 50W, 5 óra                    | * AirPort Extreme (802.11b/g) * 10/100 BASE-T * modem 56k V.92 * Bluetooth 1.1 * két USB 2.0 * FireWire 400 * Audio ki/be mini-jack                                 |
| PowerBook G4 (15-inch 1.5/1.33 GHz) (15,2")2004. Apr 19. 2005. Jan 31.     | 28 mm 348 mm 241 mm 2,6 kg           | PPC 7447A 1,33 GHz 512 KB L2 cache1,5 GHz 512 KB L2        | @1,33 GHz: 80GB @1,5 GHz: 80GBCombo drive                                                       | Mac OS X 10.3.3                 | 512MB (2x256MB) 333 MHz PC-2700                  | 15,2", TFT LCD 1280×854ATI Radeon 9700 64MB AGP: 4xDVI                            | 50W, 4,5 óra                  | * AirPort Extreme (802.11b/g) * 1000BASE‑T * modem 56k V.92 * Bluetooth 1.1 * két USB 2.0 * FireWire 800 * Type I vagy II * Audio ki/be mini-jack                   |
| PowerBook G4 (17-inch 1.5 GHz) (17")2004. Apr 19. 2005. Jan 31.            | 26 mm 392 mm 259 mm 3,1 kg           | PPC 7447A @1,5 GHz512 KB L2                                | 80GB Ultra ATA/100 SuperDrive                                                                   | Mac OS X 10.3.3                 | 512MB (2x256MB) 333 MHz PC-2700                  | 17", TFT LCD 1440×900ATI Radeon 9700 64MB AGP: 4xDVI                              | 58W, 4,5 óra                  | * AirPort Extreme (802.11b/g) * 1000BASE‑T * modem 56k V.92 * Bluetooth 1.1 * két USB 2.0 * FireWire 800 * Type I vagy II * Audio ki/be mini-jack                   |
| PowerBook G4 (12-inch 1.5 GHz) (12,1")2005. Jan 31. 2005. Oct 19.          | 30 mm 277 mm 219 mm 2,1 kg           | PPC 7447B @1,5 GHzL2: 512 KB                               | 60GB Ultra ATA/100 ComboDrive                                                                   | Mac OS X 10.3.7                 | 512MB (2x256MB) 333 MHz PC-2700                  | 12,1", TFT LCD 1024×768NVIDIA GeForce FX Go5200 64MB AGP: 4xMini-DVI              | 50W, 5 óra                    | * AirPort Extreme (802.11b/g) * 10/100 BASE-T * modem 56k V.92 * Bluetooth 2.0 + EDR * két USB 2.0 * FireWire 400 * Audio ki/be mini-jack                           |
| PowerBook G4 (15-inch 1.67/1.5 GHz) (15,2")2005. Jan 31. 2005. October 19. | 28 mm 348 mm 241 mm 2,6 kg           | PPC 7447B 1,5 GHz L2: 512 KB1,67 GHz L2: 512 KB            | @1,5 GHz: 80GB @1,67 GHz: 80GBComboDrive                                                        | Mac OS X 10.3.7                 | 512MB (2x256MB) 333 MHz PC-2700                  | 15,2", [23] TFT LCD 1280x854ATI Radeon 9700 64MB AGP: 4xDVI                       | 50W, 4,5 óra                  | * AirPort Extreme (802.11b/g) * 1000BASE‑T * modem 56k V.92 * Bluetooth 2.0 + EDR * két USB 2.0 * FireWire 800 * Type I vagy II * Audio ki/be mini-jack             |
| PowerBook G4 (17-inch 1.67 GHz) (17")2005. Jan 31. 2005. Oct 19.           | 26 mm 392 mm 259 mm 3,1 kg           | PPC 7447B @1,67 GHzL2: 512 KB                              | 100GB Ultra ATA/100 SuperDrive                                                                  | Mac OS X 10.3.7                 | 512MB (2x256MB) 333 MHz PC-2700                  | 17", TFT LCD 1440×900ATI Radeon 9700 64MB AGP: 4xDVI                              | 58W, 4,5 óra                  | * AirPort Extreme (802.11b/g) * 1000BASE‑T * modem 56k V.92 * Bluetooth 2.0 + EDR * két USB 2.0 * FireWire 800 * Type I vagy II * Analóg/digitális ki/be combo jack |
| PowerBook G4 (15-inch Double-Layer SD) (15,2")2005. Oct 19. 2006. Jan 10.  | 28 mm 348 mm 241 mm 2,6 kg           | PPC 7447B @1,67 GHzL2: 512 KB                              | 80GB Ultra ATA/100 DL SuperDrive                                                                | Mac OS X 10.4.2                 | 512MB 533 MHz PC2-4200 DDR2 SDRAM                | 15,2", TFT LCD 1440×960ATI Radeon 9700 128MB AGP: 4xDVI                           | 50W, 5,5 óra                  | * AirPort Extreme (802.11b/g) * 1000BASE‑T * modem 56k V.92 * Bluetooth 2.0 + EDR * két USB 2.0 * FireWire 800 * Type I vagy II * Analóg/digitális ki/be combo jack |
| PowerBook G4 (17-inch Double-Layer SD) (17")2005. Oct 19. 2006. April 26.  | 26 mm 392 mm 259 mm 3,1 kg           | PPC 7447B @1,67 GHzL2: 512 KB                              | 120GB Ultra ATA/100 DL SuperDrive                                                               | Mac OS X 10.4.2                 | 512MB 533 MHz PC2-4200 DDR2 SDRAM                | 17", TFT LCD 1680×1050ATI Radeon 9700 128MB AGP: 4xDVI                            | 50W, 5,5 óra                  | * AirPort Extreme (802.11b/g) * 1000BASE‑T * modem 56k V.92 * Bluetooth 2.0 + EDR * két USB 2.0 * FireWire 800 * Type I vagy II * Analóg/digitális ki/be combo jack |
| Gép neve                                                                   | Méret                                | Processzor                                                 | Tár                                                                                             | Op. rendszer                    | Memória                                          | Kijelző                                                                           | Táp                           | Csatlakozók |

## PowerBook számítógépek az időben
| PowerBook és iBook számítógépek idővonalon |
| --- |
| A grafikon adatai utoljára 2023. december 19-én frissültek. A szín sötétebb változata az egymást követő gépek megkülönböztetését szolgálja. A színek kezdete a bemutató időpontja, a forgalmazás több esetben is hónapokkal később kezdődött. Megeshet, hogy egy csík végét kitakarja egy másik csík eleje. Előfordul, hogy a gyártás befejezését követően még egy ideig forgalomban marad a Mac adott verziója. Az adatok forrása a Jegyzetekben található. |

## PowerBook G4 a filmekben
A PowerBook G4 számos filmben és sorozatban feltűnik, többek között a Felvéve,
Austin Powers – Aranyszerszám,
Sráckor,
Több a sokknál,
A Macskanő,
Halálos kartell,
Constantine, a démonvadász,
Oviapu,
Daredevil – A fenegyerek,
Kidobós: Sok flúg disznót győz,
Jószomszédi iszony,
Bazi nagy film,
Vészhelyzet (S7 E18),
Nem férek a bőrödbe (film, 2003),
Jóbarátok,
A tolmács (film),
Dögölj meg, John Tucker,
Kate és Leopold,
Nim szigete,
Példátlan példaképek,
Az ítélet eladó (film),
Rocksuli (film, 2003),
Minden végzet nehéz
és Ünneprontók ünnepe.